# Matutina
Matutina là một đô thị thuộc bang Minas Gerais, Brasil. Đô thị này có diện tích 260,5 km², dân số năm 2007 là 3700 người, mật độ 15 người/km².